# Curtara acroschismata
Curtara acroschismata är en insektsart som beskrevs av Freytag och Carlo 1991. Curtara acroschismata ingår i släktet Curtara och familjen dvärgstritar. Inga underarter finns listade i Catalogue of Life.